# 1983-as Formula–1 monacói nagydíj
A monacói nagydíj volt az 1983-as Formula–1 világbajnokság ötödik futama.

## Futam
1983-ban Prost győzött az időmérő edzésen Arnoux és Eddie Cheever előtt. A rajtnál a pálya még nedves volt, de a slick gumival induló Keke Rosberg Prost mögé, a második pozícióba jött fel. Amikor a pálya felszáradt, mindenki kiállt a boxba, aki esőgumival rajtolt. Ekkor Rosberg átvette a vezetést, és megnyerte a futamot. Piquet második, Prost harmadik lett.
| Helyezés | #  | Versenyző          | Csapat/Motor      | Körök | Idő/Kiesés oka | Rajthely | Pontszám |
| -------- | -- | ------------------ | ----------------- | ----- | -------------- | -------- | -------- |
| 1        | 1  | Keke Rosberg       | Williams-Ford     | 76    | 1:56:38,121    | 5        | 9        |
| 2        | 5  | Nelson Piquet      | Brabham-BMW       | 76    | + 18,475       | 6        | 6        |
| 3        | 15 | Alain Prost        | Renault           | 76    | + 31,366       | 1        | 4        |
| 4        | 27 | Patrick Tambay     | Ferrari           | 76    | + 1:04,297     | 4        | 3        |
| 5        | 4  | Danny Sullivan     | Tyrrell-Ford      | 74    | + 2 kör        | 20       | 2        |
| 6        | 23 | Mauro Baldi        | Alfa Romeo        | 74    | + 2 kör        | 13       | 1        |
| 7        | 30 | Chico Serra        | Arrows-Ford       | 74    | + 2 kör        | 15       |          |
| Kiesett  | 6  | Riccardo Patrese   | Brabham-BMW       | 64    | Elektronika    | 17       |          |
| Kiesett  | 2  | Jacques Laffite    | Williams-Ford     | 53    | Váltó          | 8        |          |
| Kiesett  | 29 | Marc Surer         | Arrows-Ford       | 49    | Ütközés        | 12       |          |
| Kiesett  | 35 | Derek Warwick      | Toleman-Hart      | 49    | Ütközés        | 10       |          |
| Kiesett  | 11 | Elio de Angelis    | Lotus-Renault     | 49    | Féltengely     | 19       |          |
| Kiesett  | 25 | Jean-Pierre Jarier | Ligier-Ford       | 32    | Felfüggesztés  | 9        |          |
| Kiesett  | 16 | Eddie Cheever      | Renault           | 30    | Motorhiba      | 3        |          |
| Kiesett  | 22 | Andrea de Cesaris  | Alfa Romeo        | 13    | Váltó          | 7        |          |
| Kiesett  | 28 | René Arnoux        | Ferrari           | 6     | Felfüggesztés  | 2        |          |
| Kiesett  | 26 | Raul Boesel        | Ligier-Ford       | 3     | Ütközés        | 18       |          |
| Kiesett  | 9  | Manfred Winkelhock | ATS-BMW           | 3     | Ütközés        | 16       |          |
| Kiesett  | 3  | Michele Alboreto   | Tyrrell-Ford      | 0     | Ütközés        | 11       |          |
| Kiesett  | 12 | Nigel Mansell      | Lotus-Ford        | 0     | Ütközés        | 14       |          |
| NK       | 36 | Bruno Giacomelli   | Toleman-Hart      |       |                |          |          |
| NK       | 8  | Niki Lauda         | McLaren-Ford      |       |                |          |          |
| NK       | 7  | John Watson        | McLaren-Ford      |       |                |          |          |
| NK       | 31 | Corrado Fabi       | Osella-Ford       |       |                |          |          |
| NK       | 17 | Eliseo Salazar     | RAM-Ford          |       |                |          |          |
| NK       | 32 | Piercarlo Ghinzani | Osella-Alfa Romeo |       |                |          |          |
| NeK      | 34 | Johnny Cecotto     | Theodore-Ford     |       |                |          |          |
| NeK      | 33 | Roberto Guerrero   | Theodore-Ford     |       |                |          |          |

## A világbajnokság élmezőnyének állása a verseny után
| H  | Versenyzők     | Pont | H  | Konstruktőrök | Pont |
| -- | -------------- | ---- | -- | ------------- | ---- |
| 1. | Nelson Piquet  | 21   | 1. | Ferrari       | 25   |
| 2. | Alain Prost    | 19   | 2. | Renault       | 23   |
| 3. | Patrick Tambay | 17   | 3. | McLaren-Ford  | 21   |
| 4. | Keke Rosberg   | 14   | 4. | Brabham-BMW   | 21   |
| 5. | John Watson    | 11   | 5. | Williams-Ford | 21   |

## Statisztikák
Vezető helyen:
- Keke Rosberg: 76 (1-76)

Keke Rosberg 2. győzelme, Alain Prost 9. pole-pozíciója, Nelson Piquet 7. leggyorsabb köre.
- Williams 17. győzelme.